# Gonneville-sur-Mer
Gonneville-sur-Mer è un comune francese di 631 abitanti situato nel dipartimento del Calvados nella regione della Normandia.

## Società

### Evoluzione demografica
Abitanti censiti